# Christoph Monschein
Christoph Monschein (22 ottobre 1992) è un calciatore austriaco, attaccante del First Vienna.

## Caratteristiche tecniche
È un centravanti.

## Carriera

### Club
È cresciuto nelle giovanili del Brunn am Gebirge.
Ha esordito in Bundesliga con la maglia dell'Admira/Wacker il 7 febbraio 2016 in un match perso 2-1 contro il Salisburgo.

### Nazionale
Nel 2020 ha esordito nella nazionale austriaca.

## Statistiche

### Presenze e reti nei club
Statistiche aggiornate al 7 luglio 2017.
| Stagione                | Squadra                 | Campionato              | Campionato | Campionato | Coppe nazionali | Coppe nazionali | Coppe nazionali | Coppe continentali | Coppe continentali | Coppe continentali | Altre coppe | Altre coppe | Altre coppe | Totale | Totale | Totale |
| Stagione                | Squadra                 | Comp                    | Pres       | Reti       | Comp            | Pres            | Reti            | Comp               | Pres               | Reti               | Comp        | Pres        | Reti        | Pres   | Reti   |        |
| ----------------------- | ----------------------- | ----------------------- | ---------- | ---------- | --------------- | --------------- | --------------- | ------------------ | ------------------ | ------------------ | ----------- | ----------- | ----------- | ------ | ------ | ------ |
| 2010-2011               | Brunn am Gebirge        | 5L                      | 26         | 2          |                 | -               | -               |                    | -                  | -                  |             | -           | -           | 26     | 2      |        |
| 2011-2012               | Brunn am Gebirge        | 5L                      | 21         | 3          |                 | -               | -               |                    | -                  | -                  |             | -           | -           | 21     | 3      |        |
| 2012-2013               | Brunn am Gebirge        | 5L                      | 3          | 1          |                 | -               | -               |                    | -                  | -                  |             | -           | -           | 3      | 1      |        |
| 2013-2014               | Brunn am Gebirge        | 5L                      | 17         | 19         |                 | -               | -               |                    | -                  | -                  |             | -           | -           | 17     | 19     |        |
| Totale Brunn am Gebirge | Totale Brunn am Gebirge | Totale Brunn am Gebirge | 67         | 25         |                 | -               | -               |                    | -                  | -                  |             | -           | -           | 67     | 25     |        |
| 2014-2015               | Ebreichsdorf            | 4L                      | 29         | 27         |                 | -               | -               |                    | -                  | -                  |             | -           | -           | 29     | 27     |        |
| 2015-2016               | Ebreichsdorf            | REG                     | 16         | 8          | CA              | 2               | 1               |                    | -                  | -                  |             | -           | -           | 18     | 9      |        |
| Totale Ebreichsdorf     | Totale Ebreichsdorf     | Totale Ebreichsdorf     | 45         | 35         |                 | 2               | 1               |                    | -                  | -                  |             | -           | -           | 47     | 36     |        |
| 2015-2016               | Admira/Wacker           | BUN                     | 11         | 2          | CA              | 2               | 0               |                    | -                  | -                  |             | -           | -           | 13     | 2      |        |
| 2016-2017               | Admira/Wacker           | BUN                     | 28         | 10         | CA              | 5               | 6               | UEL                | 3                  | 0                  |             | -           | -           | 36     | 16     |        |
| Totale Admira/Wacker    | Totale Admira/Wacker    | Totale Admira/Wacker    | 39         | 12         |                 | 7               | 6               |                    | 3                  | 0                  |             | -           | -           | 49     | 15     |        |
| 2017-2018               | Austria Vienna          | BUN                     | 11         | 3          | CA              | 3               | 0               | UEL                | 6                  | 2                  |             | -           | -           | 20     | 5      |        |
| Totale carriera         | Totale carriera         | Totale carriera         | 162        | 75         |                 | 12              | 7               |                    | 9                  | 2                  |             | -           | -           | 183    | 84     |        |

### Cronologia presenze e reti in nazionale
| Cronologia completa delle presenze e delle reti in nazionale ― Austria | Cronologia completa delle presenze e delle reti in nazionale ― Austria | Cronologia completa delle presenze e delle reti in nazionale ― Austria | Cronologia completa delle presenze e delle reti in nazionale ― Austria | Cronologia completa delle presenze e delle reti in nazionale ― Austria | Cronologia completa delle presenze e delle reti in nazionale ― Austria | Cronologia completa delle presenze e delle reti in nazionale ― Austria | Cronologia completa delle presenze e delle reti in nazionale ― Austria |
| Data                                                                   | Città                                                                  | In casa                                                                | Risultato                                                              | Ospiti                                                                 | Competizione                                                           | Reti                                                                   | Note                                                                   |
| ---------------------------------------------------------------------- | ---------------------------------------------------------------------- | ---------------------------------------------------------------------- | ---------------------------------------------------------------------- | ---------------------------------------------------------------------- | ---------------------------------------------------------------------- | ---------------------------------------------------------------------- | ---------------------------------------------------------------------- |
| 7-9-2020                                                               | Vienna                                                                 | Austria                                                                | 2 – 3                                                                  | Romania                                                                | UEFA Nations League 2020-2021 - 1º turno                               | -                                                                      | 81’                                                                    |
| Totale                                                                 |                                                                        | Presenze                                                               | 1                                                                      |                                                                        | Reti                                                                   | 0                                                                      |                                                                        |